# Синявин, Иван Григорьевич
 Ива́н Григо́рьевич Синя́вин  (11 июля 1801 — 8 июня 1851) — тайный советник, товарищ министра внутренних дел, сенатор из рода Сенявиных. Внук адмирала А. Н. Синявина. В 1838—1845 годах руководил Новгородской, затем Московской губерниями.

## Биография
Сын капитан-командора Григория Алексеевича Синявина (1767—1831) и Капитолины Ивановны Потаповой (1775—1822). Службу начал в лейб-гвардии Конном полку, куда поступил юнкером в 1817 году. С 1822 года был адъютантом у своего двоюродного брата, графа М. С. Воронцова, а в 1829 году участвовал в турецкой войне и за осаду и взятие крепости Варны был награждён орденом Святой Анны 3-й степени с бантом. В том же 1829 году оставил в чине полковника военную службу, и в 1831 году поступил на гражданскую — в Департамент уделов.
Ф.Ф.Вигель писал про него в своих записках: "Иван Григорьевич Синявин, был двоюродным братом графу Воронцову. Он старался давать всем это чувствовать и с некоторой досадой смотрел на сослуживцев, в коих видел почти подчиненных, себя ему не подчиняющих. Он был виден собою, бел и румян; но дурь и спесь, так ясно выражаемые его оловянными глазами, делали всю наружность его неприятною. Может быть, он сам только поверил бы тогда предсказанию о высоте, которая его ожидает. Если долго поживешь, то чего не увидишь у нас! Я осужден был видеть, к стыду России, как сие, никем не оспариваемое, совершенное ничтожество, достигнув высочайших гражданских степеней, готово было вступить в звание министра. Во время революций высоко поднимаются люди из грязи, но, по крайней мере, они все с головой".
В 1834 году был назначен членом Кабинета Его Величества. Во время своей службы здесь исполнял несколько довольно важных поручений. В 1835 году он был командирован в Екатеринбург для приведения в ясность результатов ревизии Екатеринбургской гранильной фабрики и Гарнамитского мраморного завода и для оценки с точки зрения пригодности по местным условиям выработанных для названных фабрики и завода положений.
С мая 1837 по октябрь 1838 года за отсутствием вице-президента кабинета на Сенявина было возложено управление состоящими в ведении кабинета императорскими стеклянными и фарфоровыми заводами. Кроме того, в 1837 году был членом комиссии для разбора вещей, вынесенных во время пожара из Зимнего дворца, а в 1838 году назначен членом комиссии для возобновления этого же дворца. В 1838 году был вице-президентом гоф-интендантской конторы.
После служил в провинции, с 1838 по 1840 год новгородским губернатором, с 1840 по 1845 года московским гражданским губернатором. Новгородское губернаторство Сенявина ознаменовалось мероприятиями по уменьшению цен на содержание обывательских лошадей и ревностным содействием, оказанным им сенатору Княжнину при ревизии Новгородской губернии в 1840 году. В бытность свою московским губернатором Сенявин был избран почётным членом Совета детских приютов, а при основании Московского художественного общества — членом Совета и почётным членом этого общества. В этих должностях он оставался и после того, как оставил пост московского губернатора, и в названном художественном обществе был членом совета до самой своей смерти. 2 мая 1844 года был назначен товарищем министра внутренних дел, в каковой должности и оставался до самой своей смерти.
Кроме выполнения своих прямых обязанностей, Сенявин за это время исполнял и некоторые экстренные поручения, сводившиеся к его участию в различных комиссиях и возложению на него командировок. Часть этих поручений была вызвана принимаемыми правительством мерами по народному продовольствию. Так, в 1845 году он был командирован по продовольственному вопросу в губернии Псковскую, Смоленскую, Витебскую, Могилёвскую, Виленскую, Ковенскую и остзейские, в 1846 году в губернии Псковскую, Витебскую, Могилёвскую и Минскую, а в 1848 году в губернии: Саратовскую, Воронежскую и Тамбовскую. Другие поручения, возлагаемые на Сенявина, стоят в связи с мероприятиями по крестьянскому вопросу. Так в 1846 году он был назначен председателем двух приготовительных комитетов об устройстве быта лифляндских и эстляндских крестьян, а по окончании занятий этих комитетов состоял членом Высшего остзейского комитета по тому же вопросу.
В 1846 года был председателем предварительного комитета для рассмотрения проекта правил, на основании которых предполагалось предоставить личную свободу обязанным крестьянам Динабургского уезда. Помимо этого в 1845 году был председателем комитета по устройству исправительных тюрем одиночного заключения, в 1846 году — членом комитета по пересмотру устава о гражданской службе, в 1847 году членом комитета для принятия мер против появившейся в России холеры. Наконец, в 1849 году Сенявин был командирован в различные губернии для выполнения особо возложенных на него по Высочайшей воле поручений.

В 1846 году был пожалован в сенаторы, с повелением присутствовать в общем собрании 4-го, 5-го и межевого департаментов, а также в общем собрании первых трех департаментов в тех случаях, когда в них будут рассматриваться дела, касающиеся Министерства внутренних дел. По словам современников, был огромного роста и в служебном мире прославился своей необыкновенной памятью и знанием законов. А. С. Пушкин называл Синявина «славным малым» и своим «приятелем». Ф. Ф. Вигель же писал о нём:
 После выхода в отставку Сенявин начал перестраивать родовое имение Конь-Колодезь. Увлекшись коммерцией, построил сахарный завод и наделал много долгов. В 1850 году его имение за долги было продано в казну за 220 тысяч рублей. Не вынеся позора и разорения, в июне 1851 года покончил жизнь самоубийством. Так как церковь не разрешала хоронить самоубийц на кладбище, был похоронен в кургане парка своего имения.

## Семья
Жена (с 1827 года) — баронесса Александра Васильевна д’Огер (11.09.1805—1862), фрейлина двора (1826), дочь голландского дипломата барона В. Д. Гоггера, принявшего российское подданство, внучка фаворитки Петра III, графини Е. Р. Воронцовой. Родилась в Петербурге, крещена 12 сентября 1803 года в церкви Таврического дворца при восприемстве Александра I и императрицы Марии Фёдоровны. По словам современников, отличалась поразительной красотой: довольно полная, высокого роста, с ярким цветом лица на свежей матовой коже, придающим необыкновенный блеск её чёрным глазам, окаймлённым длинными ресницами; волосы цвета вороного крыла; всё вместе делало неотразимое впечатление. Она была такая же изящная, как и её записочки на французском языке, которыми она так любила награждать своих знакомых. П. А. Вяземский писал жене, что у Сенявиной «плечи, глаза, ножки, ноздри, дом, обед, всё на лучшей ноге». С большой симпатией о ней говорила Д. Фикельмон:
У неё прелестное лицо и особая смесь кротости и очаровательной живости. Она столь мила и любезна, что не любить её невозможно. Она из той породы женщин, которых князь Меттерних называет бабочками, созданиями из газа, цветов и бантиков. Она печальна и уныла и, по-моему, причина этому исключительная невзрачность её супруга. В самом деле, для женщины с душою это чувство превосходства над мужем равносильно несчастью.
 Жила роскошно с семьей в доме № 64 по Английской набережной, который устроила по последней парижской моде, выписывая для этих целей модные журналы. После разорения и смерти мужа, была вынуждена уехать с детьми в деревню.
- Лев Иванович (30.11.1827[7]— ?), родился в Петербурге, крещен 29 декабря 1827 года в церкви при Лейб-гвардии Конном полку при восприемстве графа М. С. Воронцова и бабушки баронессы А. А. Гоггер.
- Евгения Ивановна (1829—1862), унаследовала красоту и очарование матери, была замужем за А. И. Васильчиковым.
- Софья Ивановна (23.11.1830[8]—28.05.1836[9]), родилась в Женеве, крещена 23 ноября 1830 года при восприемстве Л. Г. Сенявина и тетки Е. В. Мейендорф; умерла от колотья, похоронена в Александро-Невской лавре.
- Елизавета Ивановна (1832— ?)
- Александр Иванович (26.06.1834—1902), крестник императрицы Александры Фёдоровны и Александра II.
- Николай Иванович (1836— ?)
- Мария Ивановна (22.05.1838[10]—1903), крестница великого князя Михаила Павловича и великой княжны Марии Николаевны, с 1869 года замужем за поручиком графом Леонидом Фёдоровичем Паленом (1834—1908), сыном Ф. П. Палена.

## Награды
- Орден Святой Анны 3-й степени с бантом (26.10.1828)
- Орден Святого Станислава 3-й степени (04.04.1834)
- Орден Святого Владимира 3-й степени (25.02.1839)
- Орден Святого Станислава 1-й степени (12.07.1840)
- Орден Святой Анны 1-й степени (20.11.1841, корона к ордену 26.03.1844)
- Орден Святого Владимира 2-й степени (23.03.1847)
- Орден Белого орла (03.04.1849)